# Harry's Bar (Roma)
Harry’s Bar Roma è un locale storico situato a Roma in Via Vittorio Veneto.

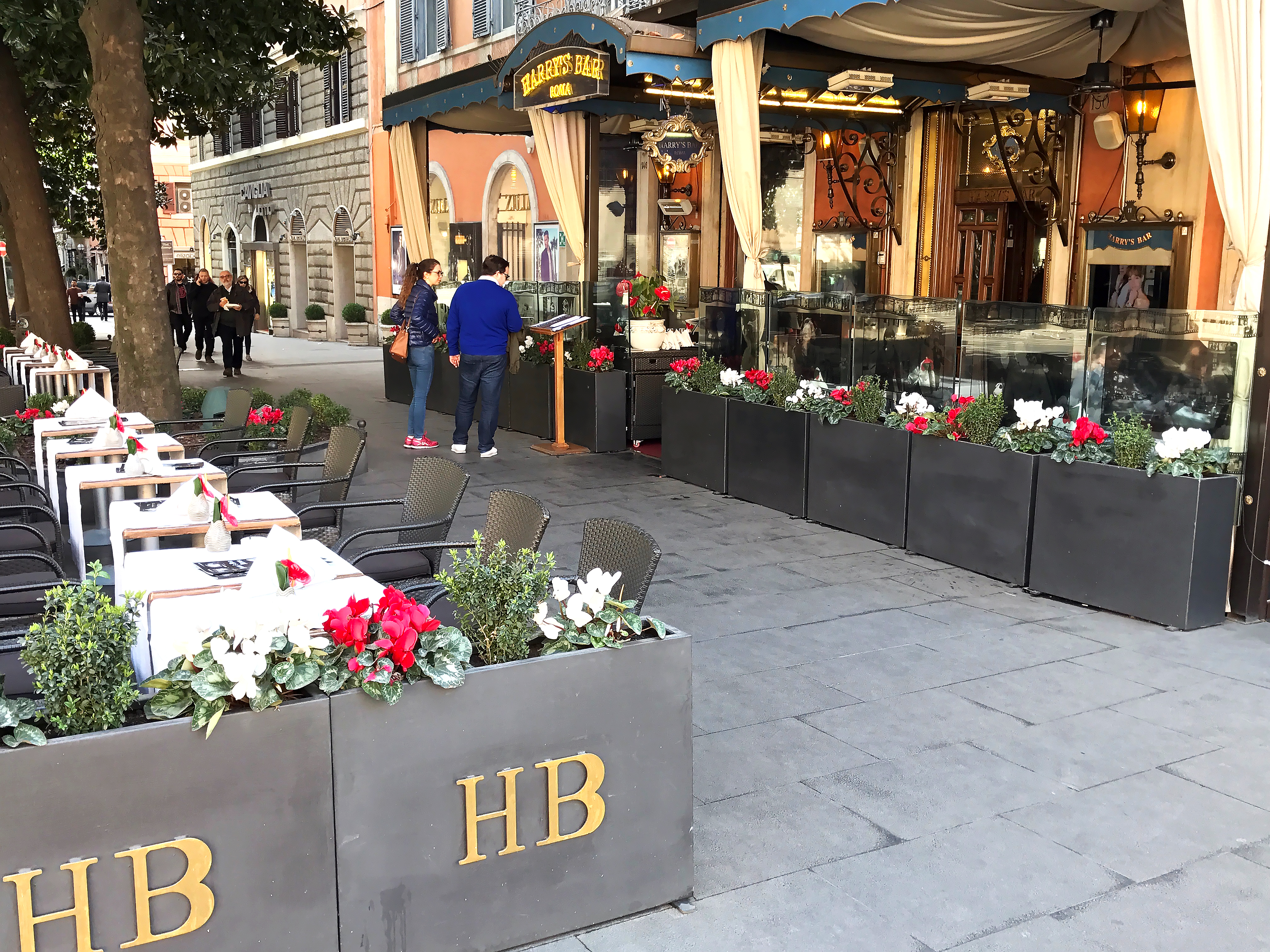
Harry's Bar Roma oggi

Ha acquisito fama internazionale dopo che è stato immortalato nel 1960 nel film La dolce vita del regista Federico Fellini.
Oggi è un ristorante e bar di moda che attrae un pubblico nazionale e internazionale, ivi comprese celebrità del mondo del cinema e della cultura.
Non è collegato agli altri Harry's Bar di Venezia, Firenze, Parigi, Londra.

## Storia
La storia del locale è stata tramandata dalle persone che lo hanno vissuto e che ne hanno raccontato gli avvenimenti più importanti accaduti all’interno di esso.
Il locale è nato nel 1918 con il nome di Golden Gate. La proprietaria era una donna americana che viveva a Roma e le sue origini di San Francisco, (California) le hanno dato lo spunto per la scelta del nome del locale. Golden Gate è infatti lo stretto che unisce la baia di San Francisco con l’Oceano Pacifico, luogo dove dal 1937 è presente anche il famosissimo Golden Gate Bridge.
Inizialmente questa donna, stanca della solita vita mondana che si faceva a Roma, decise di aprire un locale dove lei e le sue amiche potessero trascorrere le giornate conversando tra loro. Si trattava di una sala da tè molto rinomata e raffinata.
Nel 1950 cambia gestione e il nuovo proprietario decide di dare una svolta a questo locale.
Dopo averlo ristrutturato, nel 1962 viene cambiato il nome: da Golden Gate ad Harry’s Bar Roma, nome con il quale è conosciuto oggi.
Nello stesso tempo cambia anche la tipologia del servizio offerto, non è più solamente una sala da tè, ma ora diviene anche bar, pasticceria e piccolo ristorante dove poter pranzare o cenare.
Il cambio di strategia adottato nel locale incrementa notevolmente il fatturato, che cresce ulteriormente tra la fine degli anni ’50 e gli inizi degli anni ’60.

## Gli anni della Dolce Vita
Il periodo di massimo splendore dell'Harry's Bar si colloca parallelamente alla Dolce Vita, in particolare con l'enorme sviluppo di Cinecittà che attrasse registi, produttori, attori e attrici americane: il bar allora rappresentava il punto d’incontro della Roma “by night”.
In questo locale erano soliti trascorrere il tempo divi e celebrità come Jean Paul Belmondo, Ava Gardner, Federico Fellini, Lana Turner, Marlon Brando, Alberto Sordi, Audrey Hepburn, Sophia Loren, Silvana Pampanini, Frank Sinatra e Anita Ekberg.
Le celebrità facevano la loro apparizione e i "paparazzi" come Rino Barillari si affollavano all'uscita del locale per immortalarle nelle loro macchine fotografiche.

## Dalla Dolce Vita ad oggi

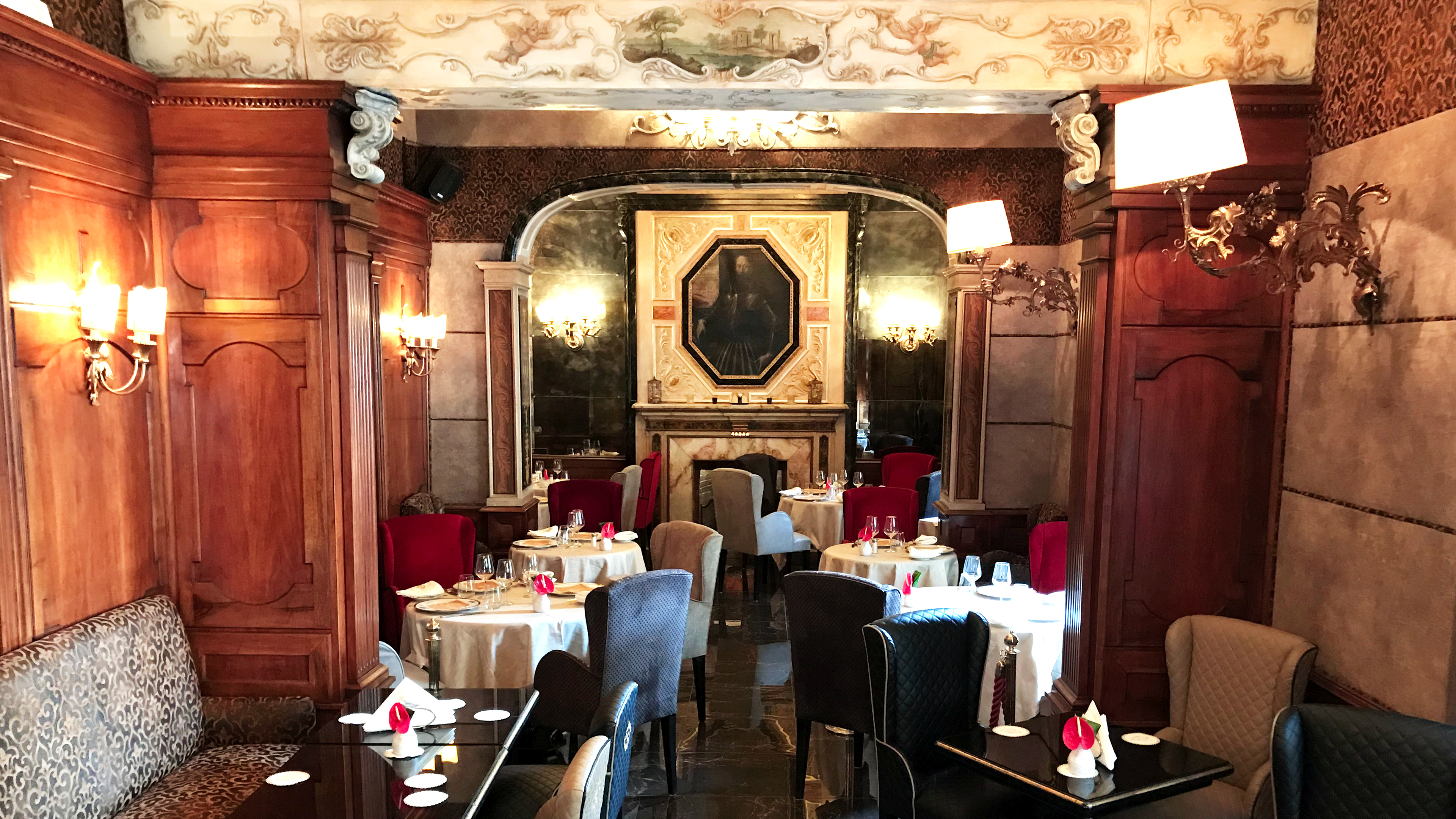
Interno Harry's Bar Roma

Negli anni '80 il gruppo Cremonini, famoso in Italia e in Europa per la produzione e distribuzione di alimenti, rileva la gestione del locale.
Con il loro ingresso viene attuato un ampliamento volumetrico del locale ottimizzando gli spazi all’interno di esso.
A cavallo del nuovo millennio, subentra l’attuale gestione della famiglia Lepore. Si passa pertanto da una gestione di tipo societario ad una gestione familiare. L’attuale gestione ha puntato da subito alla valorizzazione del locale.
Segue una nuova ristrutturazione interna, soprattutto della tappezzeria e viene ampliata la zona esterna dove servire cibo e bevande.
Oggi il locale risplende nella sua Boiserie e nei suoi stucchi rimessi da poco a lucido, ricreando la stessa atmosfera che si respirava in quegli anni.
Come negli anni della Dolce Vita, sono ancora tante le celebrità che si siedono ai suoi tavolini, tra cui: Mel Gibson, Woody Allen, Katherine Kelly Lang, Romina Power, Carla Bruni, Antony Hopkins Pamela Prati, Paolo Sorrentino.
Nel 2011 è stato visitato dall'allora Segretario di Stato Americano Hillary Clinton.
Nel 2013 è stato usato come set per una scena del film La grande bellezza di Paolo Sorrentino, che vinse poi l'Oscar come miglior film straniero.